# DSO Klejnárka
DSO Klejnárka je dobrovolný svazek obcí dle zákona v okresu Kutná Hora, jeho sídlem jsou Církvice a jeho cílem je rozvoj mikroregionu. Sdružuje celkem 2 obce a byl založen v roce 2005.

## Obce sdružené v mikroregionu
- Církvice
- Nové Dvory